# Dietmar Schauerhammer
Dietmar Schauerhammer (Neustadt an der Orla, 12 agosto 1955) è un ex bobbista, ex multiplista e pentatleta tedesco, che gareggiò per la repubblica Democratica Tedesca.

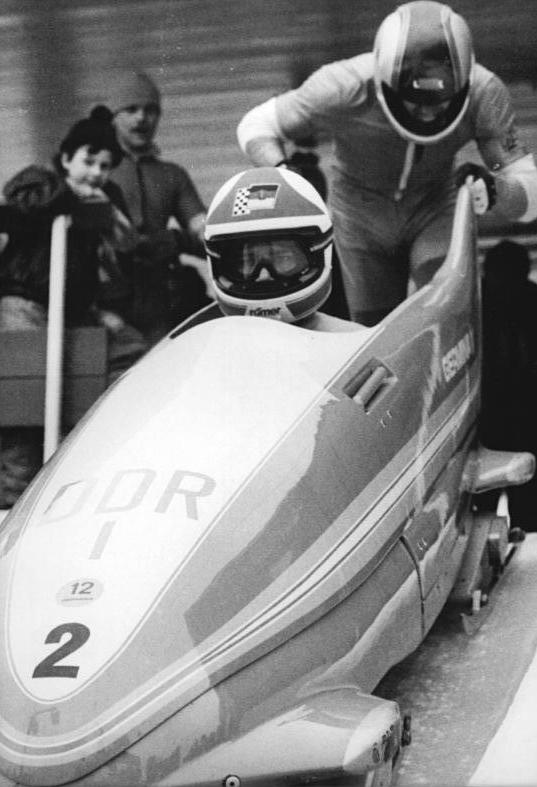
Schauerhammer dietro a Wolfgang Hoppe ai campionati tedeschi orientali del 1985

Vinse due medaglie d'oro alle Olimpiadi, conquistate in entrambe le specialità in una stessa edizione dei giochi (a Sarajevo 1984 con Wolfgang Hoppe alla guida delle slitte), impresa riuscita soltanto ad altri quattro frenatori nella storia del bob ai giochi olimpici. È stato anche due volte campione mondiale nel bob a due.

## Biografia

### Gli inizi nel pentathlon e l'atletica
Prima di dedicarsi al bob, Schauerhammer ha praticato il pentathlon moderno, disciplina nella quale è stato campione tedesco orientale indoor per quattro volte tra il 1976 e il 1980; era anche un decatleta di alto livello, avendo partecipato ai Campionati europei di Praga 1978, classificandosi al 14º posto. Prese inoltre parte a due edizioni della Coppa Europa di prove multiple, contribuendo nel 1979 alla vittoria della Germania Est nella classifica a squadre, mentre fu bronzo (sempre a squadre) nell'edizione del 1977.

### La carriera nel bob e i successi
Nel 1980, in seguito alla mancata qualificazione nel decathlon per le Olimpiadi di Mosca 1980, Schauerhammer passò al bob in qualità di frenatore per la nazionale tedesca orientale.
Partecipò a due edizioni dei giochi olimpici, vincendo la medaglia d'oro nel bob a due a Sarajevo 1984 con Wolfgang Hoppe e ripetendosi anche nella gara a quattro  con Hoppe, Andreas Kirchner e Roland Wetzig, superando la nazionale svizzera e l'altra tedesca. Vinse inoltre l'argento a quattro a Calgary 1988 con Hoppe, Bogdan Musiol e Ingo Voge.
Ai campionati mondiali vinse cinque medaglie tra cui due d'oro conquistate nel bob a due a Cervinia 1985 e a Schönau am Königssee 1986 con Wolfgang Hoppe e due d'argento ottenute in entrambe le specialità a Sankt Moritz 1987, aveva invece vinto il bronzo nel bob a due a Lake Placid 1983. Ha inoltre conquistato tre titoli europei (bob a due a Igls 1986, bob a due e bob a quattro a Cervinia 1987) e quattro campionati nazionali.
Si ritirò dall'attività agonistica nel 1988 a causa di un infortunio. Nel 1990, in seguito alla riunificazione tedesca, gli venne proposto il ruolo di allenatore della nazionale tedesca di bob, tuttavia Schauerhammer declinò l'offerta.

## Palmarès

### Bob

#### Olimpiadi
- 3 medaglie:
  - 2 ori (bob a due, bob a quattro a Sarajevo 1984);
  - 1 argento (bob a quattro a Calgary 1988).

### Mondiali
- 5 medaglie:
  - 2 ori (bob a due a Cervinia 1985; bob a due a Schönau am Königssee 1986);
  - 2 argenti (bob a due, bob a quattro a Sankt Moritz 1987);
  - 1 bronzo (bob a due a Lake Placid 1983).

### Europei
- 5 medaglie:
  - 3 ori (bob a due a Igls 1986; bob a due, bob a quattro a Cervinia 1987);
  - 2 argenti (bob a due, bob a quattro a Sankt Moritz 1985);

### Campionati tedeschi orientali
- 4 medaglie[1]:
  - 4 ori (bob a due a Oberhof 1985; bob a due ad Altenberg 1986; bob a quattro ad Altenberg 1987; bob a quattro ad Altenberg 1988).

### Atletica leggera
| Anno                                 | Manifestazione | Sede  | Evento    | Risultato | Prestazione | Note |
| ------------------------------------ | -------------- | ----- | --------- | --------- | ----------- | ---- |
| In rappresentanza della Germania Est |                |       |           |           |             |      |
| 1978                                 | Europei        | Praga | Decathlon | 14º       | 7548 punti  |      |